# Teresa Nawrot
Teresa Nawrot (* 1948) ist eine polnische Schauspielerin und Gründerin der „Reduta-Berlin Schauspielschule für Theater und Film“. 
Nawrot studierte 1968 bis 1971 an der Aleksander-Zelwerowicz-Theaterakademie Warschau. 1971 bis 1984 war sie im von Jerzy Grotowski gegründeten „Teatr Laboratorium“ als Schauspielerin und Assistentin des Gründers tätig. Dabei assistierte sie bei seinen paratheatralischen Aktivitäten.  Seit 1975 trat sie auch im „Teatr Współczesny“ (Zeitgenössisches Theater) in Breslau sowie im „Stara Prochownia“ (Altes Pulverturm-Theater) in Warschau auf. 
Nach dem Ende des Teatr Laboratorium wirkte sie als freischaffende Film- und Theaterschauspielerin und hielt auch Vorlesungen über die Grotowski-Methode in den Vereinigten Staaten, Südamerika, Australien, Ägypten und in den Ländern Westeuropas.
1983 gründete sie in Berlin-Kreuzberg eine Schauspielschule, die bis 1995 den Namen „Nawrot-Reduta“ und später „Reduta Berlin“ trug. 2020 wurde die Schule umbenannt in „Akademie für Schauspiel Reduta Berlin“. Der Name ist vom Warschauer „Reduta“ Theater abgeleitet, einem Avantgarde-Theater des Schauspielers Juliusz Osterwa, der in den 1930er Jahren tätig war. Nawrot lehrt nach den Trainingsmethoden Grotowskis und vertritt die Schauspieltechnik und Philosophie des „Teatr Laboratorium“.